# Odesia longicornis
Odesia longicornis är en stekelart som beskrevs av Cameron 1906. Odesia longicornis ingår i släktet Odesia och familjen bracksteklar. Inga underarter finns listade i Catalogue of Life.